# الیو راگنی
الیو راگنی (انگلیسی: Elio Ragni; ۵ دسامبر ۱۹۱۰ – ۱۹ ژوئن ۱۹۹۸) دونده اهل ایتالیا بود.